# Verkehrsmodell (Nachrichtentechnik)
Verkehrsmodelle werden in der Verkehrstheorie der Nachrichtentechnik definiert. Sie definieren, was geschehen soll, wenn das Angebot zum Zeitpunkt t die Leistung y übersteigt. Die Alternativen sind Verlustsystem und Wartesystem.
Nachrichtenquellen, zum Beispiel Telefonanschlüsse sind an vermittlungstechnische Einrichtungen angeschlossen. Da nur ein bestimmter Anteil der Teilnehmer gleichzeitig eine Verbindung unterhält, wird der Nachrichtenverkehr dort konzentriert, vermittelt, übertragen und wieder expandiert. Die Konzentration des Verkehrs senkt gleichzeitig die Kosten für die Vermittlungsanlagen und die Übertragungskanäle, es wird ein gewisses durchschnittliches Angebot zugrunde gelegt und die Leistung der Anlage darauf ausgerichtet.
Verkehrsmodelle können auch für andere Sachverhalte definiert werden, in denen Angebot und Leistung konkurrieren.